# Vincent Geers
Vincent Geers (1978) is een Nederlandse theatermaker, regisseur en stand-upcomedian. 

## Biografie
In 2007 studeerde Geers af aan de opleiding Theaterdocent in Amsterdam. Drie maanden later won hij met zijn voorstelling Overdaad zowel de jury- als publieksprijs van het Camerettenfestival in Rotterdam.
Als stand-upcomedian speelde hij ook op Lowlands, het Amsterdam Comedy Festival en Laughing Matters. Daarnaast schreef hij teksten voor onder meer film en televisie en regisseerde hij verschillende cabaret- en toneelvoorstellingen.

## Theater
In 2009 kwam hij met zijn debuutvoorstelling Onder Controle. Dit programma speelde hij in meer dan 100 theaters in Nederland en België. Een registratie werd in mei 2011 uitgezonden door de VARA.
Op 28 oktober 2011 ging Geers' tweede voorstelling onder de titel Het is tijd! in première in Hoofddorp. Tijdens de try-outs van deze voorstelling moest hij noodgedwongen staken wegens ziekte. Vijf maanden later deed hij try-outs met een volledig aan zijn ziekte aangepaste voorstelling.
Hij is redacteur bij Dit was het nieuws.